# جائزة كتالونيا الكبرى للدراجات النارية 1999
جائزة كتالونيا الكبرى للدراجات النارية 1999 هو سباق دراجات نارية أقيم بتاريخ 20 يونيو 1999 في حلبة دي كاتلونيا. كان الجولة السادسة من أصل 16 في سباق الجائزة الكبرى للدراجات النارية موسم 1999. فاز الإسباني أليكس كريفيل بسباق فئة 500 سي سي وجاء ثانيا الياباني تادايوكي أوكادا والإسباني سيت جيبيرنو ثالثا.

## وصلات خارجية
- الموقع الرسمي